# Trematodon congolensis
Trematodon congolensis är en bladmossart som beskrevs av J. Leroy 1947. Trematodon congolensis ingår i släktet tranmossor, och familjen Bruchiaceae. Inga underarter finns listade i Catalogue of Life.